# Yves Henry (pianiste)
Pour les articles homonymes, voir Yves Henry et Henry.
Yves Henry est un pianiste classique français né le 2 avril 1959 à Évreux,.

## Biographie
Yves Henry est l'héritier d'une double ascendance pianistique au travers des pianistes Pierre Sancan et Aldo Ciccolini, qui l'ont formé selon un principe issu du XIXe siècle, qui exige une connaissance de tous les aspects de la musique : pianiste, chambriste, accompagnateur, chef d'orchestre voire compositeur.
En 1971, les parents d'Yves Henry s'installent en région parisienne, à Villabé, afin qu'Yves puisse suivre les cours du Conservatoire national supérieur de musique à Paris. Yves Henry demeure à Villabé jusqu’en 1983.
Yves Henry étudie au Conservatoire de Paris avec Pierre Sancan de 1971 à 1976 puis se perfectionne auprès d'Aldo Ciccolini de 1977 à 1981. À 22 ans, Il est déjà lauréat de sept premiers prix : premiers prix de piano, de musique de chambre, d'harmonie, de contrepoint, de fugue, d'accompagnement et de direction de chant.
En 1981, il remporte le 1er Grand Prix du Concours International Robert Schumann à Zwickau, ville natale du compositeur.
Il se produit depuis en récital ou avec orchestre dans la plupart des pays d'Europe, aux États-Unis, en Chine et au Japon et a été reconnu comme un grand interprète de Schumann. Il a joué notamment au Lincoln Center à New York, au Schauspiel Haus à Berlin, au Gewandhaus de Leipzig, dans de très nombreux festivals français (Nancyphonies, La Roque-d'Anthéron, Musique en Côte Basque, Festival estival de Paris, Festival Chopin à Bagatelle...) et étrangers (festivals de Varna, Berlin, Catalogne romane, Ascona, Thessalonique, Mai Musical de Hong Kong...).
Il enseigne aujourd'hui au Conservatoire national supérieur de musique de Paris (harmonie) ainsi qu'au Conservatoire à rayonnement régional de Paris (piano et musique de chambre). Il est régulièrement invité aux États-Unis, au Japon et en Chine pour des concerts et des classes de maître dans les universités.
Yves Henry fait partie des soixante pianistes ayant participé au concert historique de l'intégrale de la musique pour piano de Frédéric Chopin organisé à l'occasion du bicentenaire de la naissance du compositeur en 2010 donné salle Pleyel à Paris,, joué sur piano grand queue de concert Pleyel P280.
Depuis le 5 janvier 2011, il est le nouveau président du Festival de Nohant Chopin (au domaine de George Sand à Nohant, dans le département de l'Indre), qui regroupe les Fêtes romantiques de Nohant et les Rencontres internationales Frédéric Chopin, où il a succédé à Alain Duault.
Il prend début 2025 la direction du nouveau  « concours international de piano Chopin Pleyel » dédié à Frédéric Chopin, joué sur instruments Pleyel dont il est ambassadeur, organisé du 15 au 23 août 2026 à Nohant au domaine de George Sand, créé conjointement par le Centre des monuments nationaux, le Nohant Festival Chopin, les Pianos Pleyel et la salle Cortot.
Le nouveau conservatoire de musique de Villabé, inauguré le 6 décembre 2014 par le Premier ministre Manuel Valls, porte son nom.

## Prix

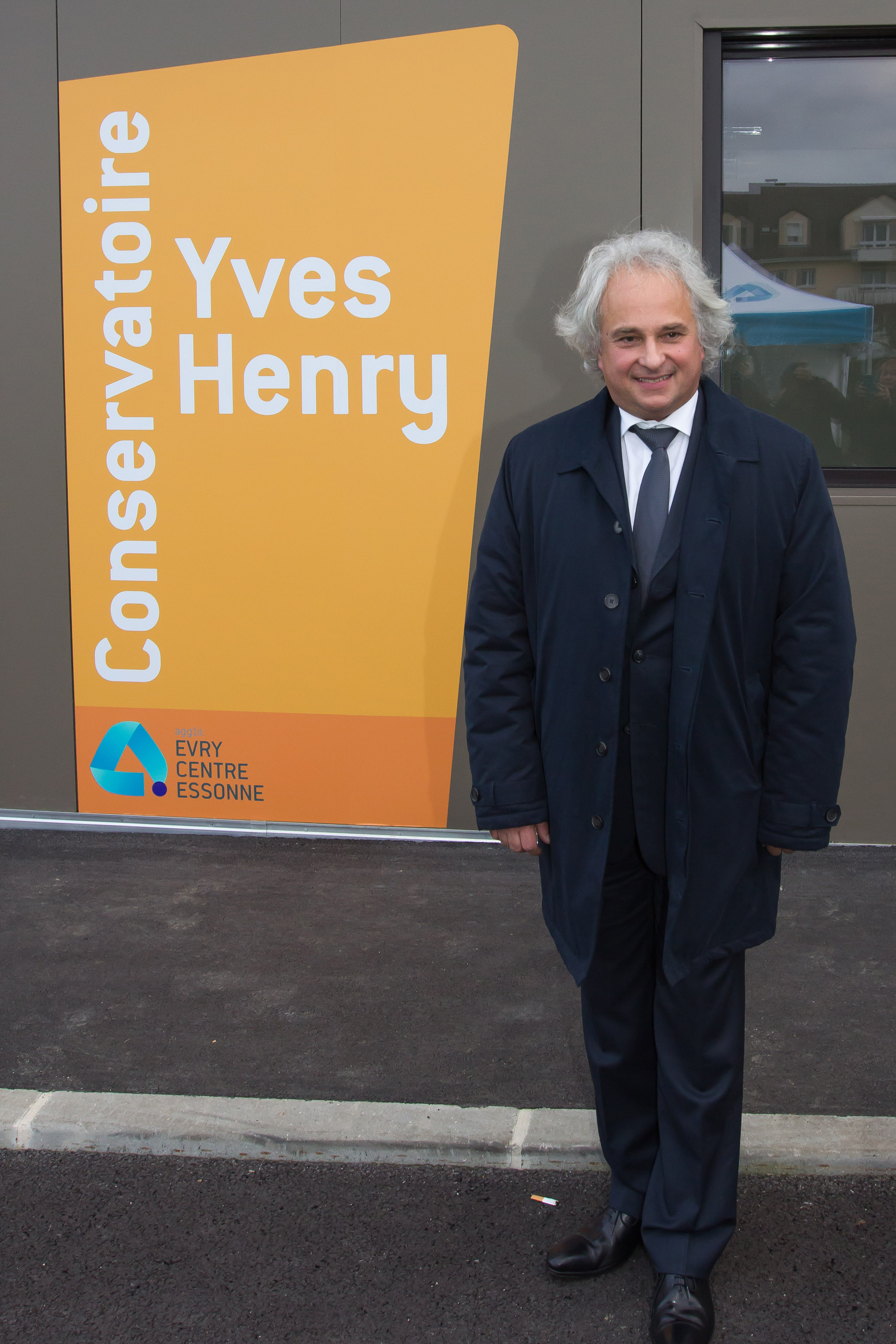
Yves Henry devant le conservatoire qui porte son nom à Villabé.

1er grand Prix du Concours international Robert Schumann à Zwickau en 1981.

## Distinctions
- Officier de l'ordre des Arts et des Lettres (2010)[11].
  - chevalier le 14 juillet 2003.

En 2010, il reçoit la médaille Gloria Artis de l'état polonais pour sa contribution au bicentenaire de la naissance de Chopin

## Discographie sélective
- Robert Schumann : Nachtstücke op.23, Romances op.28, Carnaval op.9 (1983 - Label Harmonia Mundi)
- Franz Liszt : Sonate (1986 - Label Rem)
- Robert Schumann : Carnaval op.9, Kreisleriana, Fantaisie op.17, Kinderszenen (1991 - Récital à Sao Paulo)
- César Franck : Intégrale des Trios (Fondation Menuhin - Pierre Verany)
- Édouard Lalo : Intégrale des Trios (Fondation Menuhin - Pierre Verany)
- Frédéric Chopin : 24 Préludes op.28 en deux versions : Pleyel 1837 et Pleyel 2004 (2005 - DVD et CD - Lancosme Multimédia)
- Frédéric Chopin : Intégrale en 4 CD des œuvres composées par Frédéric Chopin à Nohant (2009 - Livre / 4CD "Les étés de Chopin à Nohant" Editions du Patrimoine)
- Franz Liszt : Sonnets de Petrarque, Après une lecture de Dante, Ballade n°2, Vallée d'Obermann (2011 - Label Soupir. Réf. S219)
- Frédéric Chopin : "16 février 1848, dernier concert de Chopin à Paris" enregistré sur piano Pleyel 1837 (2014 - Label Soupir. Réf. S226)